# Championnat des États-Unis de combiné nordique 2010
Le championnat des États-Unis de combiné nordique 2010 s'est déroulé le 10 octobre 2009 à Lake Placid, dans l'état de New York, au cœur des Adirondacks. La compétition a distingué Todd Lodwick.

## Résultats
| Rang | Athlète          |
| ---- | ---------------- |
| 1    | Todd Lodwick     |
| 2    | Brett Camerota   |
| 3    | Bryan Fletcher   |
| 4    | Sturla Sandoy    |
| 5    | Taylor Fletcher  |
| 6    | Alex Glueck      |
| 7    | Nick Hendrickson |
| 8    | Alex Miller      |
| 9    | Carl Van Loan    |
| 10   | Willy Graves     |